# Link 16
Link 16是经MIDS国际計畫办公室批准，北约成员国和其他国家使用的军事战术数据链网络。其规范属于战术数据链家族的一部分。
Link 16使军用航空器、船艦和地面部队能够幾乎即時地交换战术图像；它还支持文字訊息、图像和语音的交换（后者在两个数字頻段上：2.4kbit/s或 16kbit/s 的任意组合）。它是北约标准化协议5516（STANAG 5516）中關於JTIDS/MIDS的数字服务之一。 Link 16由美国国防部定義為MIL-STD-6016。

## 技术特點
Link 16是一种基于分時多工的安全、抗干扰、高速数字数据链路，工作在960-1,215MHz无线电频段，根據国际电信联盟的无线电規範，此頻段分配给航空无线电导航服务和无线电导航卫星服务。尽管具有卫星功能和临时协议，该频段限制了用戶在彼此视距内的信息交換。如今可以透過長途協議傳遞 Link 16資料，例如使用MIL-STD 3011（JREAP）或STANAG 5602（SIMPLE）的TCP/IP 。它采用MIL-STD 6016和STANAG 5516（原JTIDS技術介面設計方案）定义的传输特性、协议、常規以及固定長度或可變長度的訊息格式。資料通常在三种位元速率（31.6kbit/s、57.6kbit/s、115.2kbit/s）選擇其一传输，尽管无线电和跳頻展頻波形本身可以支援超过1Mbit/s的吞吐量。
Link 16信息主要以TADIL-J编码，这些訊息是具有明确含义的二进制数据。这些数据按功能区域分组，并分配给网络参与组（NPG）（虚拟网络），最重要的是：
- 精确参与者定位与识别（NPG 5和6），
- 监视（NPG 7），
- 指挥（任务管理/武器协调）（NPG 8），
- （航空器）控制（NPG 9），
- 电子战与协调（NPG 10）。

## 发展
Link 16旨在推动战术数据链作为北约数据链信息交换的标准。 Link 16設備分佈於地面、機載和海基防空平台以及選定的战斗机。美国工业界目前正在开发一种新的相容Link 16 SCA标准的无线电MIDS-JTRS，目前预计将实现九种不同的战术波形，包括Link 16。
MIDS計畫负责管理Link 16通信组件的开发。此專案由加州圣地亚哥的国际計畫办公室管理。在美国，负责MIL-STD-6016标准、计划和需求的主要空军指挥部門是位于蘭利空軍基地的空軍指揮控制一體化中心，而JTIDS計畫的执行则由位于麻州波士顿附近漢斯科姆空軍基地的653d 電子系統聯隊管理。 MIL-STD-6016标准的配置管理保管者是國防資訊系統局。

## 平台
当前使用Link 16功能的一些平台包括：

### 航空器
- AH-1Z
- AH-64
- ATR 72MP
- B-1
- B-2
- C-130J
- E-2
- E-3
- E-7A
- E-8
- EA-6B
- EA-18G
- EP-3
- C-390
- 虎式直升機
- 颱風戰鬥機
- 飆風戰鬥機
- 龍捲風戰機
- 幻象2000
- F-15
- F-16
- F/A-18
- F/A-18E/F
- F-22
- F-35
- JAS 39
- KC30A-MRTT
- KC-46
- MH-60R
- HH-60W
- P-3
- P-8
- R-99（英语：Embraer R-99）
- RC-135
- S 100B
- WS-61（英语：Westland Sea King）

### 船艦
- 美国航母战斗群
- 戴高樂號航空母艦
- 加富尔号航空母舰和加里波底號航空母艦
- 英国皇家海军船艦、加拿大、澳大利亚、法国、意大利、西班牙、丹麦、挪威、荷兰、新西兰巡防艦
- 布倫瑞克級護衛艦
- 偉士比級護衛艦
- 海門瑪級布雷艦（英语：Hämeenmaa-class minelayer）
- 金剛級護衛艦
- 秋月級護衛艦
- 世宗大王級驅逐艦
- 基隆級驅逐艦
- 國家艦計畫（英语：MILGEM project）船艦[2]

### 导弹防御系统
- 飛箭飛彈（英语：Arrow (missile family)）
- SAMP/T
- MIM-104爱国者导弹
- 薩德反飛彈系統
- JTAGS（英语：Joint Tactical Ground Station）
- NASAMS
- JLENS（英语：JLENS）

### 联网武器
- GBU-53/B小直徑炸彈
- AGM-154联合战区外武器

### 指揮管制
- 聯合資料網路（英语：Joint Data Network）

美国陆军正在将Link 16整合到其下UH-60直升机機队的部分指挥和控制系统中，并打算将其部署到AH-64直升機和其他航空资产上。
美国空军将为B-1轰炸机和B-52轰炸机添加Link 16，并配备通用链路整合处理系统。F-22 战斗机的早期版本只能接收但不能发送Link 16数据，因为发送数据会暴露其位置。不過，F-22经过升级，也具备了传输Link 16数据的能力。